# Hermilio Valdizán
Hermilio Valdizán (Huánuco, 20 novembre 1885 – Lima, 25 dicembre 1929) è stato uno psichiatra peruviano.
Considerato il padre della psichiatria in Perù, a lui è intitolata la Universidad Nacional Hermilio Valdizán di Huánuco, nonché lo Hospital Regional Hermilio Valdizán Medrano ad Huánuco e l'ospedale psichiatrico Hospital Hermilio Valdizan a Santa Anita, in provincia di Lima.